# Dikson
Dikson (ros. Ди́ксон) – miasto i wyspa u ujścia rzeki Jenisej do Morza Karskiego w dawnym Tajmyrskim (Dołgańsko-Nienieckim) Okręgu Autonomicznym.
Miasto jest głównym portem nad Morzem Karskim oraz ważnym centrum hydrometeorologicznym. Najdalej wysunięta na północ stale zamieszkana miejscowość Rosji.
Jako pierwszy wyspę zbadał w 1875 roku fiński odkrywca Adolf Erik Nordenskiöld w ekspedycji sponsorowanej przez szwedzkiego przemysłowca, filantropa i podróżnika Oscara Dicksona. Rok później została tu założona stacja badawcza i nazwana „Dickson”, na cześć sponsora. Z czasem na tereny wokół stacji zaczęli napływać rosyjscy osadnicy, którzy w 1884 roku założyli osadę Dikson. W późniejszych latach osada ta rozrosła się także na stały ląd, a w 1935 roku wybudowano port morski.

## Fakty
- Międzynarodowy kod lotniczy IATA Diksonu to DKS.
- Zima w Diksonie trwa 10 miesięcy.